# Rightmove
Rightmove plc. ist ein britisches Unternehmen, das seinen Sitz in London hat. 
Es bietet Dienstleistungen für den Wiederverkauf und die Vermietung von Immobilien auf den Plattformen von Rightmove an. Das Unternehmen bietet seine Dienstleistungen über Immobilienmakler, Vermietungsmakler, Bauträger und ausländische Immobilienmakler an, die Immobilien außerhalb des Vereinigten Königreichs anbieten, aber ein Interesse daran haben, bei den im Vereinigten Königreich ansässigen Wohnungssuchenden zu inserieren.
Das Unternehmen ist an der Londoner Börse gelistet und Teil des FTSE 100 Index.

## Geschichte
Das Unternehmen wurde im Jahr 2000 als Joint Venture von vier der größten britischen Immobilienmakler unter dem Namen Rightmove.co.uk Limited. gegründet:  HBOS (früher: Halifax plc.), Countrywide Financial, Royal & Sun Alliance (heute: RSA Insurance Group) und Connells 2007 kaufte Rightmove 67 % von Holiday Lettings Limited. Im Jahr 2002 wurde der erste Rightmove House Preisindex veröffentlicht. Rightmove ging im Jahr 2006 an die Londoner Börse. 2012 überstieg der Konzernumsatz erstmals 200 Mio. £, 2016 die 200 Mio. £- Grenze. 2019 kaufte Rightmove das im Immobilienbereich tätige Unternehmen Van Mildert Landlord and Tenant Protection Limited.